# Schwarmstedt
Schwarmstedt è un comune di 5.237 abitanti della Bassa Sassonia, in Germania.
Appartiene al circondario dell'Heide ed è parte della comunità amministrativa (Samtgemeinde) di Schwarmstedt.
Oltre al capoluogo Schwarmstedt, il territorio comunale comprende le frazioni di Bothmer e Grindau

## Geografia fisica
Nel territorio di Schwarmstedt il fiume Leine sfocia nella Aller.